# راین (لوئیزیانا)
راین (به انگلیسی: Rayne) شهری در ایالت لوئیزیانا کشور ایالات متحده آمریکا است که جمعیت آن در سرشماری سال ۲۰۱۰ میلادی، ۷٬۹۵۳ نفر بوده‌است.